# Mirnyj (rejon zonalny)
Mirnyj (ros. Мирный) – osiedle w Rosji, w Kraju Ałtajskim, w rejonie zonalnym. W 2010 liczyło 1427 mieszkańców.